# Paul Frentrop
Paul Marie Louis Frentrop (Den Haag, 18 maart 1954) is een Nederlands politicus en voormalig journalist en hoogleraar. Van 2019 tot 2023 was hij lid van de Eerste Kamer. Tot eind maart 2022 was hij dit namens Forum voor Democratie.

## Biografie
Frentrop studeerde psychologie en bedrijfskunde. Hij promoveerde in 2002 op het onderwerp: 'Ondernemingen en hun aandeelhouders sinds de VOC.' Als financieel redacteur was hij tot 1992 werkzaam voor Het Financieele Dagblad en later NRC Handelsblad. Ook publiceerde hij als columnist in andere media, zoals De Groene Amsterdammer. Daarna concentreerde hij zich bij verscheidene organisaties op vraagstukken die samenhangen met bestuur. Zo was hij secretaris bij MeesPierson, directeur van Deminor Nederland bv, commissaris bij ECI en hoofd corporate governance bij Pensioenfonds ABP. Van 2011-2014 was hij hoogleraar corporate governance & capital markets bij Nyenrode Business Universiteit. Zijn leerstoel werd gesponsord door de stichting Topas. Frentrop is bij een aantal instellingen betrokken als bestuurder of lid van de raad van toezicht.
Vanaf maart 2017 was hij korte tijd ad interim partijvoorzitter van Forum voor Democratie, waarna Baudet het voorzitterschap weer op zich nam. Hij vervulde die functie als partijvoorzitter toen Thierry Baudet werd beëdigd als Tweede Kamerlid.
Van 2019 tot 2023 was Frentrop lid van de Eerste Kamer. In 2020 schreef hij met partijleider Baudet het boek De ravage van tien jaar Rutte. Van 1 september 2020 tot eind maart 2022 was Frentrop FVD-fractievoorzitter in de Eerste Kamer. Hij nam deze positie over van Paul Cliteur. Eind maart 2022 verliet Frentrop samen met Theo Hiddema Forum voor Democratie vanwege Baudets positie ten opzichte van Oekraïne. Sindsdien vormden zij in de Eerste Kamer de fractie-Frentrop, waarvan hij eveneens de fractievoorzitter was.

## Publicaties (selectie)
- De ravage van tien jaar Rutte (met Thierry Baudet). Amsterdam, Amsterdam Books, 2020. ISBN 9789083063041
- Voor rede vatbaar. Een filosofisch woordenboek voor Nederland. Amsterdam, Prometheus, 2019. ISBN 9789044639612
- Het jaar 1759. Een doorsnede van de Verlichting. Amsterdam, Prometheus, 2014. ISBN 9789044624755
- De geschiedenis van corporate governance. Van VOC naar 21e eeuw. Assen, Van Gorcum, 2013. ISBN 9789023251095
- Mannenlogica. Normen en waarden in Nederland. Amsterdam, Bakker, 2005. ISBN 9035129679
- Tegen het idealisme. Een biografie van Pierre Vinken. Amsterdam, Prometheus, 2007. ISBN 9789044611083
- Corporate governance 1602-2002 (Proefschrift Universiteit van Tilburg). Amsterdam, Prometheus, 2002. ISBN 9044602535
- Vrouwenlogica en andere 'rechtse' gedachten. Amsterdam, Bakker, 2002. ISBN 9035124650
- Corporate en andere governance. Amsterdam, Bakker, 2000. ISBN 9035122593
- Kardinalen & cocai͏̈ne. (Roman). Leiden, Batteljee & Terpstra, 1983. ISBN 9065211705

- Bibsys: 4037453
- Biblioteca Nacional de España: XX1663099
- Bibliothèque nationale de France: cb14576914n (data)
- Digitale Bibliotheek voor de Nederlandse Letteren: fren027
- Gemeinsame Normdatei: 173629911
- International Standard Name Identifier: 0000 0000 6657 0218
- Library of Congress Control Number: n2003096983
- Nationale Bibliotheek van Letland: 000043952
- Nationale Bibliotheek van Tsjechië: jn20040111019
- Nederlandse Thesaurus van Auteursnamen: 070024855
- Parlement.com: vkwqln6xsesc
- Système universitaire de documentation: 181635003
- Virtual International Authority File: 22386687
- WorldCat: E39PBJxhtpMHbqHMQRRgRTbGHC